# Václav Bůžek
Václav Bůžek (* 10. ledna 1959 Český Krumlov) je český historik, vedoucí Historického ústavu Filozofické fakulty Jihočeské univerzity. Odborně se zabývá převážně hospodářskými, kulturními a sociálními dějinami středoevropské šlechty a aristokratických dvorů v raném novověku.

## Život
Vystudoval historii na Filozofické fakultě Univerzity Karlovy v Praze, kde získal v roce 1982 doktorský titul. Poté pracoval v Ústavu československých a světových dějin ČSAV a v roce 1984 nastoupil jako odborný asistent katedry historie Pedagogické fakulty Jihočeské univerzity. Od roku 1991 působí jako vedoucí Historického ústavu Jihočeské univerzity v Českých Budějovicích. V roce 1988 získal titul kandidáta historických věd, v roce 1992 se stal docentem českých dějin a v roce 1999 profesorem. V letech 2001–2004 působil jako prorektor univerzity pro vědu a výzkum a od 1. března 2004 do února 2011 jako rektor univerzity. Je autorem několika desítek vědeckých studií publikovaných v domácích i zahraničních odborných časopisech a také mnoha knižních monografií zabývajících se především hospodářskými, kulturními a sociálními dějinami české a středoevropské šlechty a šlechtických dvorů v raném novověku. Jeho knihu o Ferdinandu Tyrolském vydalo v německém překladu nakladatelství Böhlau Verlag.

## Publikace
- Rytíři renesančních Čech. Praha : Akropolis, 1995. 156 s. ISBN 80-85770-28-8.
- Nižší šlechta v politickém systému a kultuře předbělohorských Čech. Praha : Historický ústav Akademie věd České republiky, 1996. 239 s. ISBN 80-85268-54-X.
- Dvory velmožů s erbem růže. Všední a sváteční dny posledních Rožmberků a pánů z Hradce. Praha : Mladá fronta, 1997. 315 s. ISBN 80-204-0651-4. (spoluautoři Josef Hrdlička a Jaroslav Pánek)
- Věk urozených. Šlechta v českých zemích na prahu novověku. Praha ; Litomyšl : Paseka, 2002. 413 s. ISBN 80-7185-417-4. (spoluautoři Josef Hrdlička, Pavel Král a Zdeněk Vybíral)
- Ferdinand Tyrolský mezi Prahou a Innsbruckem. Šlechta z českých zemí na cestě ke dvorům prvních Habsburků. České Budějovice : Historický ústav Filozofické fakulty Jihočeské univerzity, 2006. 325 s. ISBN 80-7040-908-8. (německy Ferdinand von Tirol zwischen Prag und Innsbruck : der Adel aus den böhmischen Ländern auf dem Weg zu den Höfen der ersten Habsburger. Wien ; Köln ; Weimar : Böhlau, 2009. 378 s. ISBN 978-3-205-77776-2)
- Jan Zrinský ze Serynu. Životní příběh synovce posledních Rožmberků. Praha : Nakladatelství Lidové noviny, 2009. 271 s. ISBN 978-80-7106-511-1. (spoluautoři Ondřej Jakubec, Pavel Král)
- Kratochvíle posledních Rožmberků. Praha : Nakladatelství Lidové noviny, 2012. 307 s. ISBN 978-80-7422-174-3. (spoluautor Ondřej Jakubec)
- Smrt Rudolfa II. Praha : Nakladatelství Lidové noviny, 2015. 155 s. ISBN 978-80-7422-354-9. (spoluautor Pavel Marek)
- Rytíři renesančních Čech ve válkách. Praha: Nakladatelství Lidové noviny, 2016. 406 s. ISBN 978-80-7422-409-6 (spoluautoři František Koreš, Petr Mareš, Miroslav Žitný)